# Manuel Tovar Condé
Manuel Tovar y Condé (Sevilla, 1847-Madrid, 1921) fue un dibujante, restaurador y decorador español.

## Biografía
Nació el 14 de diciembre de 1847 en Sevilla. Falleció el 5 de julio de 1921 en Madrid, en el Hospital Provincial, a causas de las heridas sufridas en la catástrofe ferroviaria de Villaverde del mes anterior, después de haber sufrido la amputación de una pierna. Participó en la restauración del Palacio del Infantado y del alcázar de Toledo, además de involucrarse en la decoración del desaparecido Palacio Xifré. Contribuyó con sus ilustraciones en la obra Monumentos arquitectónicos de España. En el momento de su deceso era delineante en la Fábrica Nacional de Toledo.